# Nurly Schol
Nurly Schol (kasachisch Нұрлы жол, deutsch: Leuchtender Pfad) ist ein Investitionsprogramm der Regierung der Republik Kasachstan, das zur Verbesserung der Infrastruktur in dem zentralasiatischen Binnenstaat und zur Entwicklung der kasachischen Wirtschaft beitragen soll. Das Programm wurde im Jahr 2014 vom damaligen Präsidenten Nursultan Nasarbajew vorgestellt und ab 2019 unter Präsident Qassym-Schomart Toqajew fortgeführt.

## Entwicklung
Das Programm Nurly Schol wurde im November 2014 von Präsident Nasarbajew vorgestellt und am 6. April 2015 per Dekret des Präsidenten mit einer vorläufigen Laufzeit von vier Jahren gestartet. Die Finanzierung des Programms wurde größtenteils durch Rücklagen aus dem staatlichen Öl-Fonds gewährleistet, allein in den Jahren 2015 bis 2017 wurden neun Milliarden $ aus diesem Fonds im Rahmen von Nurly Schol investiert. Darüber hinaus wurden circa 6,5 Milliarden $ von ausländischen Investoren und Entwicklungspartnern zur Durchführung von Nurly Schol bereitgestellt, die von 2015 bis 2020 investiert werden sollten. In den Jahren 2018 und 2019 wurden jeweils staatliche Mittel in Höhe von circa einer Milliarde $ für das Programm zur Verfügung gestellt.
Die Ankündigung und Finanzierung der ersten Phase des Projekts im Jahr 2015 trug zum Anstieg der kasachischen Staatsschuldenquote bei, da der Haushalt gleichzeitig von sinkenden Einnahmen und wachsenden staatlichen Zuschüssen für die kasachische Ölindustrie belastet wurde. Die Erhöhung der Staatsschulden war nach Plänen der Regierung nur temporärer Natur, da bereits im kommenden Jahr mit einer wirtschaftlichen Erholung eine mittelfristige Konsolidierung des Haushalts beginnen sollte. Dieser Ansatz entspricht dem konjunkturpolitischen Ansatz des deficit spendings, die Umsetzung dieser Absicht gelang allerdings nur bedingt. Nach einer Erhöhung der Staatsschulden von 14,84 Milliarden $ 2014 auf 23,09 Milliarden US-Dollar im Jahr 2015 blieb die Staatsverschuldung im Jahr 2016 auf dem Niveau des Vorjahres, stieg danach aber weiter an auf 32,32 Milliarden $ im Jahr 2018.
Das Programm wurde in enger Abstimmung mit der Volksrepublik China umgesetzt, da chinesische Geldgeber maßgeblich an zahlreichen Infrastrukturprojekten beteiligt sind und die Volksrepublik ein wichtiger Handelspartner für Kasachstan ist. Das Investitionsprogramm stellt zudem eine Ergänzung zum chinesischen Projekt One Belt, One Road, das ebenfalls den Ausbau der eurasischen Transportwege insbesondere zwischen Europa und China vorsieht, dar. Die enge Zusammenarbeit beider Staaten unter anderem im Transportsektor äußerte sich im Besuch Xi Jinping in der kasachischen Hauptstadt Astana im Mai 2015 und einem Gegenbesuch von Präsident Nasarbajew in Peking im September desselben Jahres. Im Sommer 2016 legten die Regierungen beider Staaten einen gemeinsamen Aktionsplan vor, der die Verbesserung der Transportinfrastruktur in Kasachstan, die Erleichterung des Handels und die Gründung von kasachisch-chinesischen Joint Ventures vorsah.
Im März 2019 wurde eine Verlängerung der ursprünglichen Laufzeit des Investitionsprogramms über 2019 hinaus bis 2025 beschlossen. Das Volumen der im Haushalt ausgewiesenen staatlichen Investitionen soll für diese zweite Phase von Nurly Schol noch einmal ausgebaut werden, die staatlichen Investitionen sollen von 520 Milliarden Tenge im Jahr 2019 (circa ein Milliarde €) um 200 Milliarden Tenge jährlich gesteigert werden. Das Gesamtvolumen der zweiten Projektphase bezifferte der Minister für Infrastrukturentwicklung mit 6,598 Billionen Tenge, also circa 13 Milliarden €.

## Ziele
Das zentrale Ziel des Investitionsprogramms ist die Verbesserung der Infrastruktur in Kasachstan, woraus sich wiederum positive Effekte für die Diversifizierung der kasachischen Wirtschaft ergeben sollen. Diese Absicht wurde auch im Zeichen fallender Ölpreise in den Jahren 2014 und 2015 formuliert, die erhebliche Einfluss auf die kasachische Wirtschaft haben, formuliert. Die übergeordnete Vision der Verantwortlichen ist die Entwicklung Kasachstans zu einem Transport-Hub insbesondere im eurasischen Ost-West-Handel. Zudem soll auch die kasachische Industrie von dem Programm profitieren, einerseits durch verbesserte Geschäftsbedingungen durch den Ausbau der Infrastruktur, andererseits durch staatliche Investitionen in verschiedene Branchen, insbesondere im Transportsektor, und durch mittelfristige, staatliche Kredite zu günstigen Konditionen.
Der damalige kasachische Präsident Nasarbajew kündigte im Jahr 2015 an, allein im Straßenbau würden durch die Investitionen im Rahmen von Nurly Schol 200.000 Arbeitsplätze geschaffen. Zudem erzeuge die verstärkte Investitionstätigkeit im Bereich Infrastruktur positive Multiplikatoreffekte für zahlreiche Branchen, sodass insgesamt eine Erneuerung der kasachischen Wirtschaft und eine Steigerung des Wohlstands und der Lebensqualität für die Kasachen die Folge wäre, so Nasarbajew. Der damalige stellvertretende Außenminister Kasachstans, Roman Vassilenko, nannte bei einer Konferenz in Athen im Jahr 2017 die Entwicklung Kasachstans zu einem Schwerpunkt des Ost-West-Handels zwischen China und Europa als ein Ziel der kasachischen Regierung. Zu diesem Zweck werde insbesondere der Aufbau des kasachischen Transportsektors von der Regierung vorangetrieben, wobei der Umsetzung des Programms Nurly Schol eine Schlüsselrolle zukommt.
Die zugrundeliegende Planung für die Transportinfrastruktur Kasachstans stellt die Hauptstadt Astana in den Mittelpunkt. Von dort aus sollen mehrere urbane Zentren über effiziente Transportwege erreichbar sein und sich auf diese Weise zu Transport-Hubs entwickeln. Zu diesen geplanten Zentren der Logistik- und Transportbranche zählen neben Astana, Aqtöbe, Pawlodar, Almaty, Oral, Atyrau, Aqtau, Qostanai und Öskemen. Von diesem Netz größerer urbaner Zentren sollen wiederum Verbindungen zu kleineren regionalen Zentren geschaffen werden, sodass alle Landesteile an das nationale Infrastruktursystem angebunden werden.
Eine Zwischenbilanz der Regierung im Jahr 2019 fiel positiv aus, sodass eine Verlängerung des Programms beschlossen wurde. Nach Einschätzung der Regierung hatte das Programm in den ersten vier Jahren maßgeblich zur Verbesserung der Infrastruktur in Kasachstan beigetragen und auf Grund des Wachstums in Transportsektor auch zusätzliche Staatseinnahmen generiert. Für die zweite Phase des Programms bis zum Jahr 2025 plant die Regierung die Erneuerung von 95 % aller Landstraßen in Kasachstan und die Instandsetzung von 35.000 Straßenkilometern im Fernverkehr. Auch im Schienenverkehr sind weitere Investitionen vorgesehen, unter anderem für die Elektrifizierung der Eisenbahnlinien zwischen Mojynty und Aqtoghai sowie zwischen Tobyl und Nikeltau mit einer Gesamtlänge von mehr als 1.000 Kilometern. Zur Entwicklung der kasachischen Luftfahrtbranche soll zudem der Bau von 16 kleineren Flugplätzen finanziert werden. Insgesamt soll das Programm von 2020 bis 2025 550.700 Arbeitsplätze schaffen, davon 502.200 temporärer Arbeitsplätze insbesondere im Bausektor und 48.500 dauerhafte Arbeitsplätze im Transportsektor und anderen Branchen.

## Ergebnisse
Während der Laufzeit des Programms zeigt sich eine dynamische Entwicklung der kasachischen Infrastruktur und des Transportsektors des Landes. Nach einem Bericht der Wirtschaftskommission für Europa der Vereinten Nationen trug die Umsetzung zahlreicher Infrastrukturprojekte im Rahmen des Programms zur Steigerung der Investitionen in Kasachstan bei. Nach Angaben der kasachischen Regierung aus dem Jahr 2019 sorgten die Investitionen im Rahmen von Nurly Schol für die Entstehung von 400.000 Arbeitsplätzen, eine Vervierfachung der Einnahmen aus dem Transportsektor, eine Verdreifachung des Containertransports in Twenty-foot Equivalent Unit und einer Steigerung des Frachtverkehrs auf kasachischen Wasserwegen um 86 %.